# Dorstenia panamensis
Dorstenia panamensis är en mullbärsväxtart som beskrevs av C.C. Berg. Dorstenia panamensis ingår i släktet Dorstenia och familjen mullbärsväxter. Inga underarter finns listade i Catalogue of Life.